# ریکاردو داگا
ریکاردو داگا (انگلیسی: Riccardo Daga؛ زادهٔ ۱۳ ژانویهٔ ۲۰۰۰) بازیکن فوتبال است.